# Pfarrkirche Außervillgraten

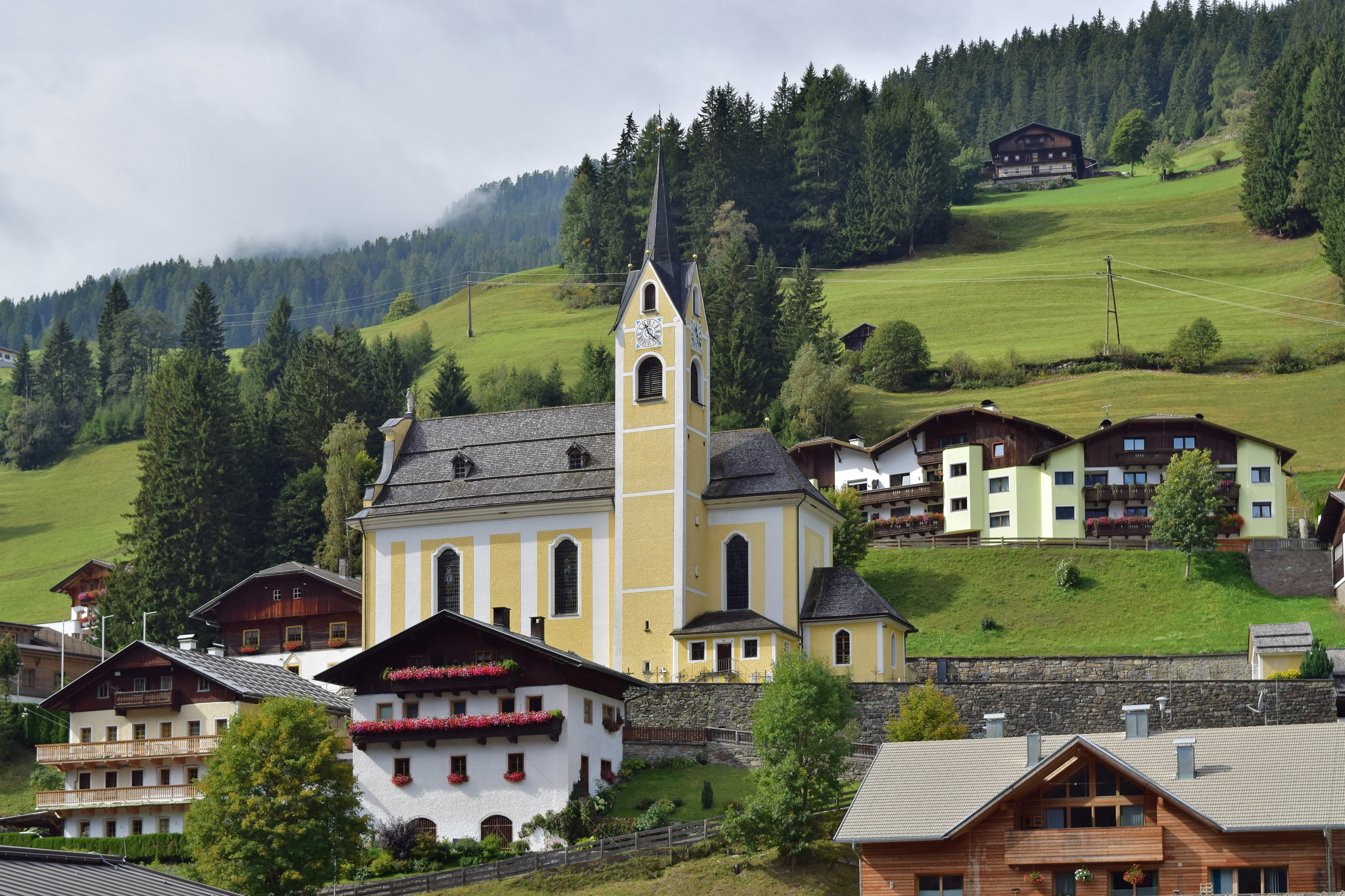
Katholische Pfarrkirche hl. Gertraud von Nivelles in Außervillgraten

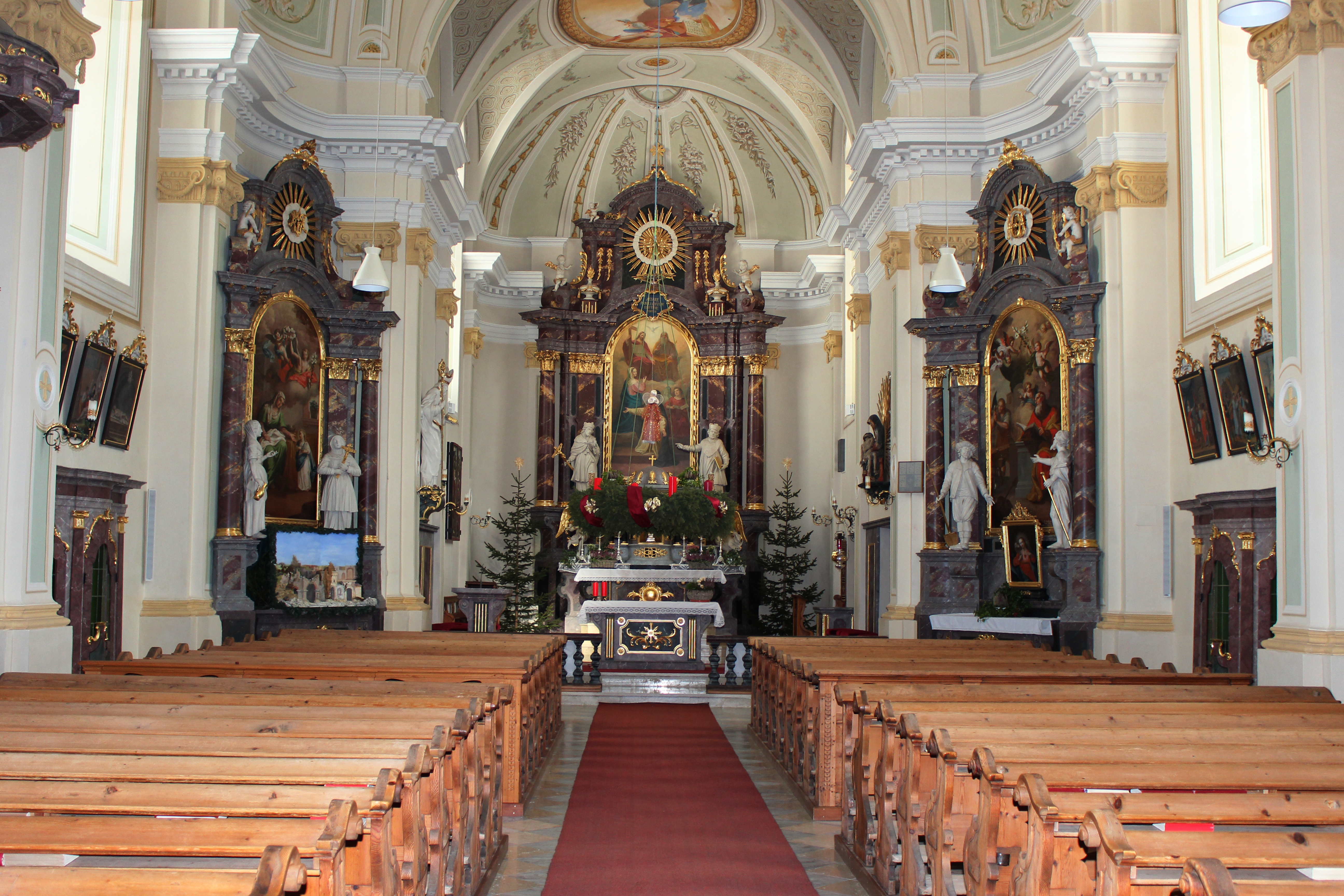
Langhaus, Blick zum Chor

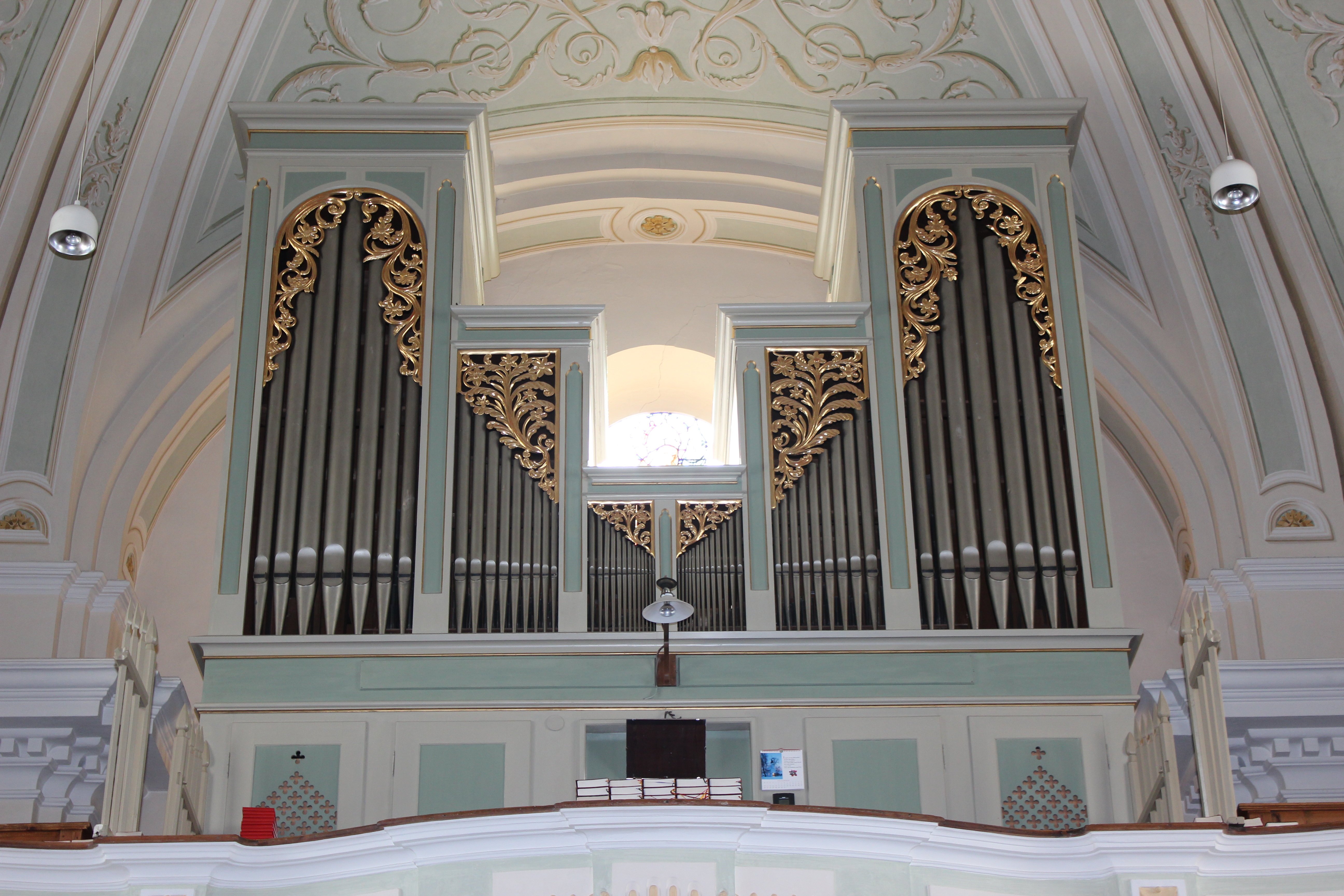
Langhaus, Blick zur Orgel

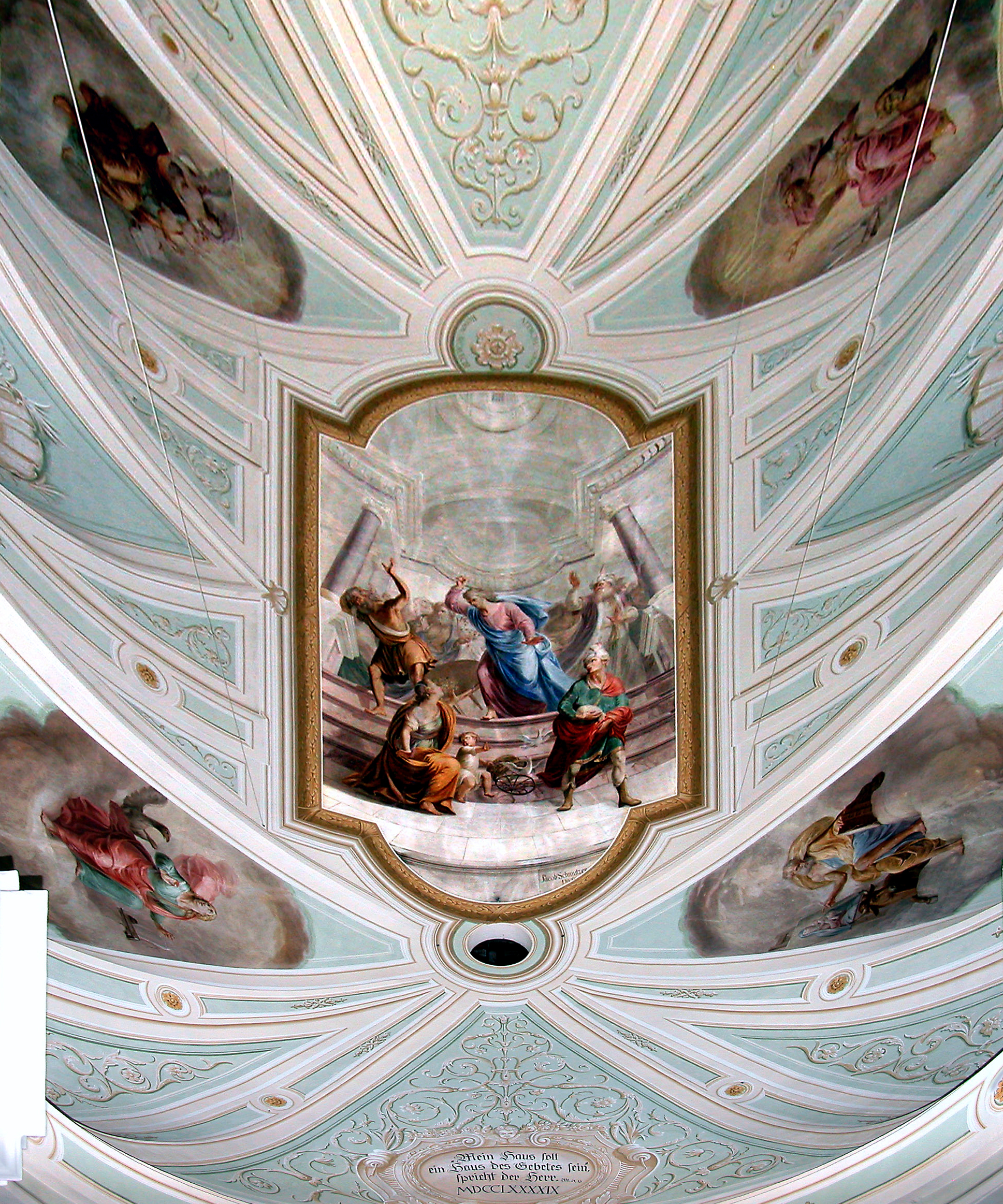
Gewölbemalerei

Die römisch-katholische Pfarrkirche Außervillgraten steht in beherrschender Lage an einem steilen Hang in der Gemeinde Außervillgraten im Bezirk Lienz im Bundesland Tirol. Die dem Patrozinium hl. Gertrud von Nivelles unterstellte Pfarrkirche gehört zum Dekanat Sillian in der Diözese Innsbruck. Die Kirche steht unter Denkmalschutz (Listeneintrag).

## Geschichte
Ursprünglich zur Pfarre Sillian gehörend bestand 1680 eine eigene Kuratie, 1891 wurde die Pfarre gegründet.
Die erste Kirchweihe war 1326. 1452 wurde ein Neubau geweiht, diese Kirche wurde 1733 erweitert. Von 1795 bis 1797 wurde nach den Plänen des Baumeisters Thomas Mayr ein Neubau errichtet und 1810 geweiht. Der Turm wurde 1877 durch Caspar Offer erhöht.

## Architektur
Die nach Norden orientierte einheitlich wirkende Kirchenbau im Übergang des Barocks zum Klassizismus ist von einem Friedhof mit einer Umfassungsmauer umgeben.
Das Kirchenäußere unter einem steilen Satteldach zeigt an der Fassade freie bzw. in Spritzputz gehaltene Flächen in Lisenenform. Der abgesetzte Chor hat einen geraden Schluss. Die Hauptfront zeigt sich mit einem geschwungenen Giebel und einem Gesims mit einem Zahnschnittornament. Der Turm rechts am Chor hat rundbogige Schallfenster unter und über der Uhr, er trägt einen achteckigen Spitzhelm. Der Sakristeianbau steht am Turm, ein weiterer Anbau an der Stirnseite des Chores. Ostseitig befindet sich ein Seiteneingang.
Das Kircheninnere zeigt ein einschiffiges dreijochiges Langhaus mit einem schmalen Joch vorne und hinten mit abgerundeten Ecken, mit einem Tonnengewölbe mit Stichkappen auf Wandpfeiler mit Pilastern, mit Voluten und Girlandenmotiven. Der Chorbogen ist rundbogig. Der eingezogene zweijochige Chor hat einen geraden Schluss mit abgerundeten Ecken, ein Tonnengewölbe mit Stichkappen auf Pilastern. Im ganzen Innenraum gibt es ein umlaufendes kräftiges Zahnschnittgesims, durch die Fenster unterbrochen. Die Fenster haben einen unterbrochenen Konvexbogen als Abschluss. Die Empore steht auf Säulen und ist über zwei gewendelte Treppen erreichbar, die geschwungene Brüstung zeigt ein Girlandenornament.
Die Glasmalereien der Tiroler Glasmalerei zeigen neubarocke Heilige. Die Gewölbemalereien schuf Jakob Schmutzer 1800, im Langhaus Rankendekor mit Darstellungen der Evangelisten und ein monumentales Fresko Austreibung aus dem Tempel. Die hl. Gertraud im Chor schuf Wolfram Köberl 1955.

## Ausstattung
Die Altäre baute Georg Bauer, die Fassung malte Josef Walch 1802/1804. Der Hochaltar zeigt einen Säulenaufbau mit Pilastern und Gebälkstücken, einen Volutengiebel, klassizistische Ornamente, er trägt die Seitenfiguren der Heiligen Johannes Kantius und Johannes Nepomuk und trägt anstelle des alten Altarbildes eine gotische Pietà um 1400. Den Tabernakel schuf Kleinlercher 1852. Die Seitenaltäre stiftete Kurat Christof Rudolf von Elzenbaum; sie entsprechen im Aufbau dem Hochaltar, links mit dem Bild Mutter Anna mit Maria von Josef Renzler 1807 mit den seitlichen Statuen der Heiligen Zita und Franziska von Rom, rechts mit dem Bild der Heiligen Joachim und Servulus bzw. Nikolaus von der Flüe.
Die Kanzel um 1700 trägt Figuren der Evangelisten. Es gibt eine bäuerliche barocke Kreuzigungsgruppe. Die Statue hl. Kassian im Polymentfassung aus 1730/1740 befand sich ehemals am Giebel. Die Kirchenstühle und die Eingangstüre entstanden um 1810.
Die Orgel baute Franz Weber 1862/1863 mit einem Prospekt mit zwei Flachtürmen.

## Friedhof
Eine offene Kapelle mit einer Rundbogennische ist in die Umfassungsmauer eingebunden und dient als Kriegergedächtniskapelle.